# Jody Cameron
Jody Hinemoa Cameron, coniugata Tini (Whangarei, 10 febbraio 1976), è un'ex cestista neozelandese.
È la sorella di Pero Cameron.

## Carriera
Con la Nuova Zelanda ha disputato i Giochi olimpici di Atene 2004.